# Немайн
Немайн, Немейн, Немхейн — богиня війни у ірландських кельтів.
У міфології ірландських кельтів Немайн — богиня-войовниця, як і Маха, і Морріган. Хоча самі богині-войовниці не беруть участі в битвах, вони часто проявляють свою владу і заступництво, наприклад, вселяючи страх у військо однієї зі сторін. Ім'я Немайн означає «шалена»; богиня славилася тим, що сіяла паніку серед воїнів. Під час війни між Коннахт і Ольстером вона вселила в серця воїнів Коннахта такий жах, що багато сотень з них, згідно з легендою, померли від страху.
Дуже часто образ цієї богині змішується з образом богині Бадб. Так, наприклад, в історії «Викрадення бика з Куальнге» говориться: «Немайн, тобто Бадб, привела в таке сум'яття війська, що чотири ірландських провінції перебили од одного своїми власними списами й мечами, і сто воїнів померли від жаху в цю ніч». Інший приклад міститься в сазі «Зруйнування дому Дак Дерга», де таємнича незнайомка, представляється тридцятьма іменами, серед яких були імена Бадб і Немайн.
За деякими джерелами Немайн була дружиною Нуаду, проводиря Племен богині Дану.